# Erastria
Erastria is een geslacht van vlinders van de familie spanners (Geometridae), uit de onderfamilie Ennominae.

## Soorten
- E. albicatena (Warren, 1895)
- E. albosignata (Walker, 1863)
- E. atrisignata Warren, 1914
- E. campylogramma (Prout, 1926)
- E. canente Cramer, 1779
- E. coloraria Fabricius, 1798
- E. cruentaria Hübner, 177, 1799
- E. curvilinea Warren, 1901
- E. decrepitaria Hübner, 1823
- E. fletcheri (Viette, 1970)
- E. gibbosa Warren, 1903
- E. khasiana Swinhoe, 1899
- E. leucicolor (Butler, 1875)
- E. lysima (Prout, 1926)
- E. madecassaria (Boisduval, 1833)
- E. marginata (Swinhoe, 1904)
- E. nigripuncta Warren, 1897
- E. nodieri (Oberthür, 1912)
- E. obliqua Warren, 1894
- E. perlutea Wehrli, 1939
- E. phoenix Swinhoe, 1898
- E. rectilinea Warren, 1907
- E. simplex Warren, 1899
- E. sordida Warren, 1896
- E. vindex Prout